# ミスター・スナッフルパガス
ミスター・スナッフルパガス（Mr. Snuffleupagus）およびスナッフィー・スナッフルパガス（Snuffy Snuffleupagus）は、アメリカ合衆国の子供向け教育番組「セサミストリート」に登場するキャラクター。頭はオオアリクイやマンモスに似ているが、牙や目に見える耳が無い代わりにブロントサウルスの形に似た尻尾を持っている。茶色い毛皮をしており、自分の鼻を地面に引きずっている。ビッグバードとは仲のいい親友であり、スナッフィーにはアリスという妹がいる。

## 歴史
スナッフィーはシーズン3の第276話（米国放送日：1971年11月15日）で初登場。当初はビッグバードだけにしか顔を見せておらず、ビッグバードがなかまたちを連れて会いに行くと突然と姿を消していった。長らく、ビッグバードの友達である「スナッフィー」という名前のゾウはセサミストリートの仲間たちの間では空想の中の友達としか思っていなかった。
このスナッフィーを目撃した人物やマペットは、ビッグバード以外にもラファエル、グローバー、バート、デイビッド、ルイス、マリア、ボブ、スーザン、バークレー、フーパーさん、テリー、ホンカーズ、オスカー、スライミーなどがいるが、最後に目撃したのはフォーゲフル・ジョーンズである。フーパーさんは、第628話では気づいておらず、第1659話でスナッフィーのママの声をビッグバードの変な声と勘違いしていた。このうち、デイビッドは3度（第617話、第652話、第1186話）も目撃している。
第2076話でようやく大人たちにも姿を見せるようになり、その後も隠れることないまま仲間たちと楽しんでいる。
2014年9月、ミスター・スナッフルパガスは『グッド・モーニング・アメリカ』に出演し、彼のヒーローで親戚であるジョージ・ステファノプロスと出逢う。ステファノプロスは、スナッフィーに「アメリカの世代が自分の名前の発音を学ぶのを助けてくれてありがとう」と感謝した。

## 家族
母：サリー・スナッフルパガス（第1821話で名前が判明）
日本語吹き替え - 堀越真己（NHK版）
第448話から登場し、スナッフルパガス銀行の銀行員。「456番街スナッフル・サイクル」という場所で夫とアロイシアス、アリスと一緒に住んでいる。
父：ダディ・スナッフル
スナッフィーとアリスのパパで、第323話で名前だけ出てきたが、第1726話から本格的に登場した。自動車整備士で働いている。
妹：アリス・スナッフルパガス
日本語吹き替え - 上田祐司（NHK版）
スナッフィーの2歳の妹で、頭に青いリボンをつけている。世界に興味があり、兄がやりたいことはなんでも好きに遊ぶ。シーズン19の第2410話で初登場。
叔母：アグネスおばさん
1987年の絵本「Don't Be Shy」で初登場。
叔父：アベおじさん
第3874話に初登場。
アビゲイル・スナッフルパガス
第1800話に初登場。頭の右側に大きな桜の花をつけており、首にピンクの花びらのネックレスをしている。
グラニー・スナッフル
日本語吹き替え - 滝沢ロコ?（NHK版）
スナッフィーのおばあちゃんで第1717話に登場。前はハワイに住んでいたが、後にオハイオ州シンシナシティに引っ越した。日本語吹き替え版も存在したことがある。
グランマ・スナッフルパガス
日本語吹き替え - ?（NHK版）
第2598話から登場したスナッフィーのもう1人のおばあちゃん。
セニョール・エスノフェロパゴ
第1934話に登場したスナッフィーのいとこ。プエルトリコ人で、スナッフィー以外は誰も会えない。
空想の家族としては、フィニアスおじさん（絵本：The Fix-It Shop）や、ブラザーズ・スナッフルパガス（第513話）、ベティおばさん（第1348話）、ガスおじさん（第1348話）、フレッドおじさん（第1649話）、サディおばさん（第1780話）などがいる。

## 操演・声
- ジェリー・ネルソン（1971年 - 1978年[3]）
- マイケル・アール・デイヴィス（1978年 - 1981年）
- マーティン・P・ロビンソン（1981年 - 現在）

## 日本語吹き替え版
- 辻村真人 - セサミストリート・スペシャル（初代）
- 江原正士 - セサミストリート・スペシャル（2代目）
- 大川透 - NHK版セサミストリート（シーズン28 - シーズン33）
- 岩尾万太郎 - DVD「エルモズワールド」
- 落合弘治 - U-NEXT版セサミストリート